# Académie Ranson
Pour les articles homonymes, voir Ranson.
 (octobre 2015).
L'académie Ranson est une école d'art fondée en 1908 à Paris par le peintre Paul-Elie Ranson (1864-1909). Plusieurs des artistes nabis y enseignent. Au début des années 1930 s'y rassemblent, autour de Roger Bissière, un large groupe des jeunes artistes qui seront parmi les plus actifs dans la nouvelle École de Paris.

## Historique
Dès 1815 l'académie de Charles Suisse, tenue par un ancien modèle, est créée à Paris. À l'origine aucun cours n'y est en fait donné, les peintres, tels Paul Cézanne, Armand Guillaumin, Claude Monet ou Camille Pissarro venant s'y rencontrer et travailler librement. D'autres académies indépendantes ouvrent bientôt, répondant au besoin d'une formation plus libre que celle assurée par les Beaux-Arts de Paris et offrant aux femmes comme aux étrangers la possibilité de dessiner d'après modèle.
À la fin du XIXe siècle, l'académie Julian, la plus célèbre, est fréquentée par ceux qui s'appelleront les nabis : Maurice Denis, Paul-Elie Ranson, Ker-Xavier Roussel, Paul Sérusier et Édouard Vuillard. Ce sont ces peintres qui fondent en octobre 1908 l'académie Ranson, pour venir en aide à leur ami Ranson dans une situation précaire tant sur le plan financier que de la santé, six ans après l'ouverture de l'académie de la Grande Chaumière.

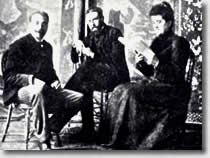
Paul Ranson, Paul Sérusier et Marie-France Ranson dans l'atelier de Ranson, photographie anonyme.

Avec la mort prématurée de Paul-Elie Ranson de la fièvre typhoïde en 1909, l'académie est dirigée dès ses débuts par l'épouse de son fondateur, France Ranson. Elle est d'abord installée rue Henry-Monnier dans le 9e arrondissement, puis déménage en 1911 à Montparnasse, au 7 de la rue Joseph-Bara (quartier Notre-Dame-des-Champs). Maurice Denis et Sérusier y donnent bénévolement leurs cours, Roussel, Félix Vallotton et Vuillard y viennent plus ou moins régulièrement, ce qui contribue à entretenir sa notoriété.
Maurice Denis dira que c'est un « centre très vivant d'expansion et de vulgarisation de nos théories ».[réf. nécessaire] Concetta, ancien modèle d'Edgar Degas pour Les Repasseuses et d'Auguste Rodin pour Le Baiser, veille à sa bonne tenue. Les élèves y séjournent pour des durées très variées, d'une semaine à un an, participant aux bals costumés qui y sont organisés.
À partir de 1914, tandis que les professeurs se trouvent dispersés par la Première Guerre mondiale, l'académie Ranson survit malgré une baisse de sa fréquentation. Après 1918, Maurice Denis et Paul Sérusier étant occupés à d'autres activités, de nouveaux professeurs apparaissent, assez souvent d'anciens élèves : Yves Alix, Gabrielle Faure, Gustave Louis Jaulmes, Paul Sérusier, Paul Véra, Jules-Émile Zingg, puis Roger Bissière, Louis Latapie, Dimitrios Galanis, Amédée de la Patellière.
En 1932, France Ranson confie la direction de l'académie à Harriet Von Tschudi Cérésole, originaire du canton de Glaris en Suisse, elle-même élève depuis 1929 et sculpteur. Un atelier de fresque est alors confié à Roger Bissière, un atelier de sculpture à Charles Malfray, assisté de Frédéric Littmann, qui organise pour ses élèves des visites à Aristide Maillol.
« Cosmopolites, les ateliers accueillent toutes les classes sociales. Le coût élevé des inscriptions pour les plus aisés permet de ne pas toujours faire payer les moins fortunés […] D'autre part Harriet Cérésole organise de nombreuses expositions. En développant ainsi une activité proche du mécénat, elle soutient les jeunes artistes. Des amitiés se nouent entre les élèves, Manessier, Le Moal, Vera Pagava, Stahly, Wacker, Étienne Martin, Zelman, Klinger […] », analyse Alexandra Charvier[réf. nécessaire]. Réunions et expositions rassemblent élèves, anciens élèves et amis de Bissière extérieurs à l'académie, tel Jean Bertholle.
De 1939 à 1944 l'académie demeure ouverte pour quelques élèves puis, rachetée en 1944 par un sculpteur, Daniel Angebault elle ne fonctionne plus pendant plusieurs années. L'académie de sculpture et gravure ouvre à nouveau en 1951 avec de nouveaux enseignants, François Baron-Renouard, Roger Chastel, Marcel Fiorini, Lucien Lautrec, Gustave Singier, Henri Goetz, mais faute de moyens financiers elle ferme définitivement en 1955.

## Personnalités notables de l'académie

### Professeurs
- Emmanuel Auricoste (1943)
- François Baron-Renouard
- Roger Bissière (1923-1938)[3]
- Roger Chastel (1951)
- Paul Couturier (1943)
- Maurice Denis (1908-1921)
- Marcel Fiorini (1951)
- Dimitrios Galanis (1925-1927)
- Henri Goetz (1951)
- Gustave Louis Jaulmes
- Moïse Kisling
- Vassily Krestovsky (1889-1914)
- Amédée de La Patellière (1929-1932)
- Louis Latapie (1923-1925)
- Lucien Lautrec (1951)
- Frederick Littmann (1934-1940)
- Charles Malfray (1931-?)
- François Quelvée (1921-1923)
- Ker-Xavier Roussel (1908)
- Georges Sabbagh (1928)
- Gino Severini
- Paul Sérusier (1908)
- Gustave Singier (1951-1954)
- Félix Vallotton
- Édouard Vuillard
- Jules-Émile Zingg

### Élèves
- Yves Alix, en 1909
- Rudi Baerwind
- Maria Bass, de 1920 à 1924-1926
- Hanni Bay, de 1908 à 1909
- Christian Bérard
- Étienne Bouchaud, vers 1916-1918[4]
- Dimitri Bouchène, en 1912-1913[4]
- Max Boullé, en 1921-1922
- Louise Bourgeois
- Jacques Boussard
- Roger Chastel, en 1919
- Vadim Chernoff
- Joaquim Claret i Vallès (es), en 1909
- Baucis de Coulon
- Jean Coulot, en 1953
- Victor Jean Desmeures
- Raphaël Drouart[5]
- Fernand Dubuis, vers 1934
- Jacques Dupont
- Paul Éliasberg
- Lili Erzinger
- Marguerite Frey-Surbek, vers 1906 à 1911
- Alexandre Garbell, en 1923
- Louis Goerg-Lauresch
- Marianne Gold
- Roland Guignard, en 1937-1938
- Werner Hartmann, en 1925–1928
- Katharina Heise, en 1913-1914
- Charlotte Henschel, en 1928
- Marie Herzog (1881-1968)
- Raymonde Heudebert
- Hans Fritz Hildebrandt
- Max Hunziker, vers 1932 à 1939
- Christoph Iselin, de 1934 à 1935
- Elly Iselin-Boesch (1910)
- Roger de La Fresnaye, en 1908
- Louis Latapie, en 1908
- Jean Le Moal, de 1935 à 1937
- Gérard Lanvin, en 1943
- Tamara de Lempicka, en 1920
- Frederick Litman, de 1932 à 1934
- Halvdan Ljosne, de 1953 à 1954
- Claude Loewer, de 1936 à 1937
- Robert Lotiron
- Alfred Manessier, en 1936
- Étienne Martin, en 1933
- Anny Meisser-Vonzun, en 1937
- Otto Meister (1887-1969), de 1909 à 1912
- Edgar Mélik, en 1930
- Jacques Mennessons, en 1954-1955
- Claire-Lise Monnier, en 1916-1917
- Juana Muller, en 1937-1938
- Vera Pagava, de 1934 à 1939
- Joaquín Peinado
- Joseph Pressmane
- Hans Reichel, de 1927 à 1930
- Erich Wassmer dit Ricco, de 1936 à 1939
- Jeanne Rij-Rousseau, en 1911
- Maurice Robert, en 1932
- Juliette Roche
- Charles Rollier, en 1938-1939
- Otto Roos, en 1909-1910
- Gaston-Louis Roux, de 1919 à 1922
- Hans Ulrich Saas (1916-1997)
- Katharina Sallenbach, en 1938-1939
- Consuelo de Saint-Exupéry
- Hans Seiler, de 1927 à 1930
- François Stahly, de 1931 à 1939
- Árpád Szenes
- Stefan Szönyi, en 1938-1939
- Ferdinand Springer, en 1928
- Lill Tschudi, de 1931 à 1933
- Maria Elena Vieira da Silva, en 1929
- Nicolas Wacker, de 1928 à 1939
- Claire Weber (1897-1979)
- Robert Wehrlin
- Rudolf Zehnder ou Zehnder, en 1924-1925
- Fahrelnissa Zeid
- Zelman

### Archives inédites
- Sandrine Nicollier, « L'académie Ranson, 1908-1918 », mémoire de troisième cycle de l'École du Louvre, sous la direction de Guy Cogeval, Paris, 1997.
- Alexandra Charvier, « L'académie Ranson, creuset des individualités artistiques, 1919-1955 », mémoire, université Paris-I-Panthéon-Sorbonne, Paris, 2003.

### Iconographie
En 1993, Jean Bertholle peint, en une allusion à son Hommage à Delacroix, un Hommage à Fantin-Latour (50,5 x 142 cm, Alençon, musée des beaux-arts et de la dentelle). Il y figure librement, réunis en une sorte de banquet au début des années 1930, ses compagnons de l'académie Ranson, les uns déjà disparus, les autres âgés de quelque cinquante ans de plus. On reconnaît notamment, de gauche à droite, Bertholle lui-même, Reichel, Bissière, Le Moal, Seiler, Étienne Martin, Manessier. Bertholle y ajoute symboliquement la présence de son ami Zoran Mušič qui, arrivé à Paris en 1952, n'a jamais fréquenté l'académie.